# Doris Herzberg

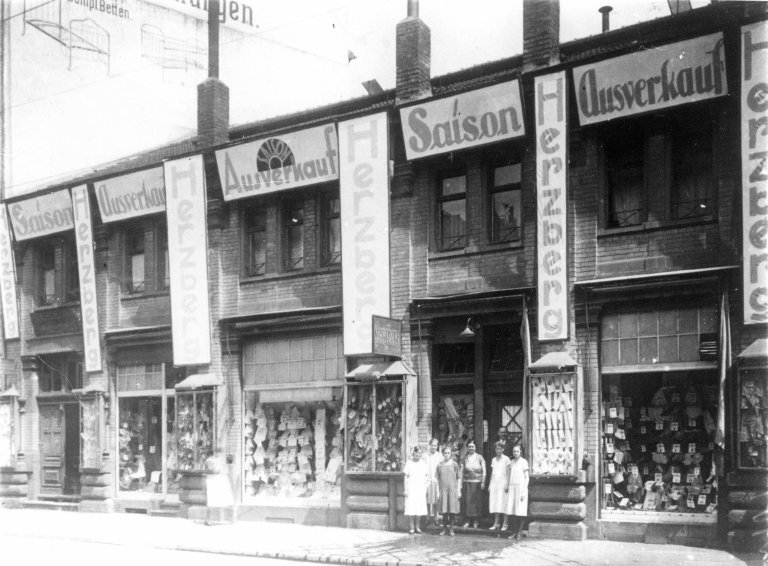
Textilgeschäft Herzberg in der Mittelstraße in Mannheim

Doris Herzberg verheiratete Perlstein, (* 16. April 1928 in Mannheim; † 22. Juli 2001 ebenda) war eine Überlebende der NS-Judenverfolgung, die als Kind und Jugendliche den Verfolgungen des Nationalsozialismus in Mannheim ausgesetzt war und einen Bericht über ihre Erlebnisse verfasst hat. Anschaulich berichtet sie darüber, was es bedeutet, verfolgt zu werden und im Untergrund zu überleben.

## Leben
Ihre Eltern Carl Herzberg und Lina Herzberg betrieben in der Mittelstraße 16 in Mannheim-Neckarstadt ein Textilwarengeschäft mit einer Filiale und 18 Angestellten. Lina Herzberg war ursprünglich katholisch gewesen und konvertierte zum Judentum. Doris hatte noch zwei Geschwister, Alexander (* 1922) und Ilse (* 1923). 1934 wurde sie in einer nicht jüdischen Schule eingeschult, wechselte jedoch später auf Grund von schlechten Erfahrungen in eine jüdische Schule. Ihre Eltern mussten ihr Geschäft 1937 unter Wert verkaufen. Zudem wurde die Wohnung der Familie in der Reichspogromnacht 1938 zerstört; sie mussten dort jedoch weiter leben. Lina Herzberg wechselte zurück zum katholischen Glauben und bewahrte die Familie, die nun wieder als „privilegierte Mischehe“ galt, so vor der Deportation nach Gurs, die im Oktober 1940 die Juden Mannheims traf. Kurz bevor die Familie im Januar 1945 nach Theresienstadt deportiert werden sollte, begannen sich die Herzbergs zu verstecken. Es wurde ihnen eine Unterkunft bei Gertrud und ihrem Vater Georg Hammer vermittelt. Nach einiger Zeit beschlossen die Herzbergs ihre Unterkunft zu wechseln und zogen nach Ziegelhausen zu der früheren Waschfrau der Herzbergs, Frieda Müller. Die Familie wurde auseinandergerissen. Ilse Herzberg bekam eine Stelle bei einer Bäuerin und Carl Herzberg ging nach Heidelberg, wo er eine Bleibe fand. Doris und ihre Mutter blieben bei Frieda Müller und waren ständiger Gefahr durch Bomben und Granaten ausgesetzt, da sie direkt unter dem Dach lebten. Schließlich wurde am 30. März die Familie von den Amerikanern befreit.

## Leben im Nationalsozialismus
Schon in der Schule erlebte Doris Herzberg Verfolgung. Zunächst wurde sie von ihrer Lehrerin gut behandelt, doch in der zweiten Klasse bekam sie eine neue Lehrerin, die sie aufgrund ihres jüdischen Glaubens drangsalierte. Aus diesem Grund wechselte Doris auf eine jüdische Schule. Zu dieser Zeit spitzte sich auch die Lage im Geschäft ihrer Eltern zu: Kunden wurden durch Nazi-Posten gehindert, den Laden zu betreten, sie wurden fotografiert oder bis in ihre Wohnungen verfolgt. Mit 10 Jahren musste Doris Herzberg die Reichspogromnacht erleben. Die SA-Kerle „stürmten herein und trieben zuerst unsere alte Hilfe aus der Wohnung heraus. Dann begannen die Schergen mit ihrem Zerstörungswerk. Wieder lautes Krachen, als die Möbel zerschlagen wurden. Den oberen gläsernen Teil unseres Büffets im Wohnzimmer, das mit wertvollem Porzellan, reizenden Figuren und schönem Kristall gefüllt war, warfen die Kerle mit Wucht auf den Boden, wo ein Scherbenhaufen zurück blieb.“ Anschaulich schildert sie die Bedingungen des Lebens in der Illegalität. Bei Fliegerangriffen konnten die Herzbergs nicht in die Bunker und kam Besuch zu den Familien, bei denen sie heimlich untergebracht waren, mussten sie sich verstecken, da niemand etwas von ihnen merken durfte.

## Ehrungen
Ein Stolperstein für Doris Herzberg wurde 2019 auf Initiative der Geschwister-Scholl-Schulen in der Mittelstraße 16 in Mannheim verlegt.
Gertrud Hammer erhielt 1976 für das Verstecken der Familie Herzberg das Bundesverdienstkreuz und wurde zusammen mit ihrem Vater in Yad Vashem als „Gerechte unter den Völkern“ geehrt.